# Uromyces illotus
Uromyces illotus ist eine Ständerpilzart aus der Ordnung der Rostpilze (Pucciniales). Der Pilz ist ein Endoparasit des Hülsenfrüchtlers Mucuna andreana. Symptome des Befalls durch die Art sind Rostflecken und Pusteln auf den Blattoberflächen der Wirtspflanzen. Sie ist ein Endemit Guatemalas.

## Merkmale

### Makroskopische Merkmale
Uromyces illotus ist mit bloßem Auge nur anhand der auf der Oberfläche des Wirtes hervortretenden Sporenlager zu erkennen. Sie wachsen in Nestern, die als gelbliche bis braune Flecken und Pusteln auf den Blattoberflächen erscheinen.

### Mikroskopische Merkmale
Das Myzel von Uromyces illotus wächst wie bei allen Uromyces-Arten interzellulär und bildet Saugfäden, die in das Speichergewebe des Wirtes wachsen. Die Spermogonien und Aecien der Art sind unbekannt. Die unterseitig auf den Wirtsblättern wachsenden Uredien des Pilzes sind zimtbraun. Ihre ebenfalls zimtbraunen Uredosporen sind 25–28 × 19–23 µm groß, meist eiförmig und stachelwarzig. Die blattunterseitig wachsenden Telien der Art sind schwarzbraun, früh unbedeckt und kompakt. Die kastanienbraunen Teliosporen sind einzellig, in der Regel eiförmig bis breitellipsoid, warzig und meist 25–29 × 20–24 µm groß. Ihre Stiele sind farblos und bis zu 45 µm lang.

## Verbreitung
Das bekannte Verbreitungsgebiet von Uromyces illotus umfasst lediglich Guatemala.

## Ökologie
Die Wirtspflanze von Uromyces illotus ist Mucuna andreana. Der Pilz ernährt sich von den im Speichergewebe der Pflanzen vorhandenen Nährstoffen, seine Sporenlager brechen später durch die Blattoberfläche und setzen Sporen frei. Die Art durchläuft einen wahrscheinlich makrozyklischen Entwicklungszyklus, von dem bisher nur Uredien und Telien sowie deren Wirt bekannt sind. Ob sie einen Wirtswechsel vollzieht, lässt sich daher nicht sagen.